# الدوري السويدي الدرجة الثانية 1973
الدوري السويدي الدرجة الثانية 1973 (بالسويدية: Division II i fotboll 1973)‏ هو موسم من الدوري السويدي الدرجة الثانية. فاز فيه Brynäs IF Fotboll ‏.